# Аннакулиева, Сульгун
Сульгун Аннакулиева (1921 год, село Багир, Полторацкий уезд, Туркменская область, Туркестанская АССР — неизвестно, Туркменская ССР) — доярка колхоза «Коммунизм» Ашхабадского района, Туркменская ССР. Герой Социалистического Труда (1966).

## Биография
Родилась в 1921 году в крестьянской семье в селе Багир Полторацкого уезда (ныне — в составе Ашхабада).
После окончания школы с 1943 года преподавала в начальной школе в селе Чули. С 1946 года трудилась в садоводческой бригаде в колхозе «Коммунизм» Ашхабадского района (сегодня — Рухабатский этрап). С 1956 года — доярка в этом же колхозе.
Досрочно выполнила личные социалистические обязательства и производственные задания Семилетки (1959—1965) по надою молока. Стала победителем в социалистическом соревновании среди животноводов Ашхабадского района. Указом Президиума Верховного Совета СССР от 23 марта 1966 года удостоена звания Героя Социалистического Труда за «достигнутые успехи в развитии животноводства, увеличении производства и заготовок мяса, молока, яиц, шерсти и другой продукции» с вручением ордена Ленина и золотой медали «Серп и Молот» (№ 11001).
С 1967 года — заведующая молочно-товарной фермой в колхозе «Коммунизм» Ашхабадской области. За выдающиеся трудовые результаты по итогам Десятой пятилетки (1976—1980) была награждена Орденом Трудового Красного Знамени.
Проживала в родном селе Багир. После выхода на пенсию заведовала детским садом. Дата смерти не установлена.
Награды
- Герой Социалистического Труда
- Орден Ленина
- Орден Трудового Красного Знамени (16.03.1981)